# Melipotis mosca
Melipotis mosca är en fjärilsart som beskrevs av Dyar 1910. Melipotis mosca ingår i släktet Melipotis och familjen nattflyn. Inga underarter finns listade i Catalogue of Life.